# Grill-féle Jogi Könyvtár
A Grill-féle Jogi Könyvtár egy 19. század végi – 20. század eleji magyar jogi könyvsorozat. A Márkus Dezső szerkesztésében és a Grill Károly Könyvkiadó Vállalata kiadásában Budapesten 1898 és 1906 között megjelent kötetek a következők voltak:
- I. Vargha F. Az esküdtek kézikönyve. (IV és 50 l.) 1898.
- II. Gaár Vilmos, dr. Az örökbefogadásról. (38 l.) 1898.
- III. Márkus Dezső, dr. A házasságon kivül született gyermekek joga. (53 l.) 1898.
- IV. Marschalkó János, dr. Örökösödési eljárás. (82 l.) 1898.
- V. Kolosváry Bálint, dr. Házassági vagyonjog. (66 l.) 1898.
- VI. Berényi Pál, dr. Földadó. Házadó. Keresetadó. (69 l.) 1899.
- VII. Szladits Károly, dr. A házasságkötés szabályai. (72 l.) 1899.
- VIII. Gaár Vilmos, dr. Okiratok és értékpapirok birói megsemmisitéséről. (63 l.) 1899.
- IX. Fényes V. A vasárnapi munkaszünet. (73 l.) 1899.
- X. Fényes Vince. Lakásbérleti szabályok. (112 l.) 1899.
- XI. Berényi Pál. Különleges egyenes adók. – Bányaadók. – Vállalatok és egyesületek adója. – Tőkekamat- és járadékadó. – Jövedelmi pótadó. – Nyereményadó. – Szállitási adó. – Vadászati és fegyveradó. – Hadmentességi díj. (88 l.) 1899.
- XII. Nagy Zoltán. Végrehajtási eljárás. (110 l.) 1900.
- XIII. Finkey Ferenc, dr. Bűnügyi esetek. Vitatkozási tételek és feladatok. (52 l.) 1900.
- XIV. Vinczehidy Ernő, dr. Magyar közjog. Községi közigazgatási tanfolyamok részére. (141 l.) 1901.
- XV. Finkey Ferenc, dr. Újabb bünügyi esetek. Büntetőjogi praktikumok részére. (40 l.)